# Sinsöd (Dorfen)
Sinsöd ist ein Gemeindeteil der Stadt Dorfen im oberbayerischen Landkreis Erding.

## Lage
Die Einöde Sinsöd liegt in der Luftlinie 6,5 Kilometer nordöstlich von Dorfen.
Die Bezeichnung des westlich von Sinsöd gelegenen Zuckmandel-Walds geht wahrscheinlich bis ins späte Mittelalter zurück. Damals sollen sich die Räuber „Zuck!“ zugerufen haben, das heißt: „Raube den Mantel!“ Mit Zuckermandeln hat dieser Name wohl nichts zu tun.

## Pilgerweg
Westlich von Sinsöd mitten im Zuckmandel-Wald ein Kreuz am Pilgerweg von Velden zum Wallfahrtsort Dorfen mit dem Hinweis, dass sich der Pilger jetzt auf halbem Weg zwischen Velden und Dorfen befinde. Am Nordrand desselben Waldes stand früher eine Tafel mit einem Muttergottesbild, der sogenannten Seiserfrau benannt nach dem Grundbesitzer, dem Seiserbauern. Über den Kallinger Bach führt eine kleine Brücke, die heute noch Veldener Steg genannt wird. Der alte Pilgerweg ist nur noch im Wald erkennbar, während die alten Fußwege auf den Feldern und Fluren im Rahmen der Flurbereinigung verschwunden sind.

## Bevölkerungsentwicklung
Um 1871 gab es in Sinsöd neun Einwohner. Im Mai 1987 lebten dort ein Einwohner in einem Wohngebäude.
| Jahr      | 1871 | 1925 | 1950 | 1970 | 1987 |
| Einwohner | 9    | 11   | 10   | 5    | 1    |